# Phoxjaw
Phoxjaw ist eine englische Rock-Band aus Bristol.

## Geschichte
Die Band gründete sich im Jahre 2016 aus den Überresten der Bands Day of a Thousand und Black Elephant und bestand aus dem Sänger und Bassisten Danny Garland, seinem Bruder Kieran am Schlagzeug und den Gitarristen Glenn Hawkins und Josh Gallop. Letzterer arbeitet auch als Toningenieur und nahm die ersten Veröffentlichungen der Band als Produzent auf. Der Bandname ist von dem Wort Foxjaw (Fuchskiefer) abgeleitet und hat keine besondere Bedeutung. Um zu provozieren, wurde das F durch ein Ph ausgetauscht. Ein Jahr später veröffentlichte die Band ihre erste Single Victorian Dolls und holten kurz darauf den Keyboarder Huw Allen in die Band. Ende 2018 folgte die erste EP Goodbye Dinosaur, ehe Phoxjaw von Hassle Records unter Vertrag genommen wurde. Im Jahre 2019 wurde die zweite EP A Playground for Sad Adults veröffentlicht. Beide EPs wurden ein Jahr später zusammen neu veröffentlicht. 
Am 3. Juli 2020 veröffentlichte die Band ihr Debütalbum Royal Swan, dass in Wales von Lewis Johns produziert wurde. Bei den Heavy Music Awards 2021 wurde Phoxjaw in der Kategorie Best UK Breakthrough Band und Royal Swan in der Kategorie Best Album Artwork nominiert. Die Preise gingen jedoch an Wargasm bzw. Dance Gavin Dance. Im Sommer 2022 spielten Phoxjaw auf dem Download-Festival. Darüber hinaus nahm die Band ihr zweites Studioalbum Not Very Nice Cream auf, welches am 11. November 2022 erscheinen sollte. Tatsächlich erschien das Album erst am 26. Mai 2023.

## Stil
John D. Buchanan vom Onlinemagazin Allmusic bezeichnete Phoxjaw als Indie-Rocker, die einen „rauhen, schmuddeligen und intensiven, aber melodischen Sound“ spielen, der stark vom Grunge und britischen Post-Hardcore der 2000er Jahre beeinflusst wurde. Christian Biehl vom Ox-Fanzine beschrieb ihre Musik als „Kreuzung aus modernen Metal mit Alternative Rock, Wave und einer Prise Wahnsinn“. Jake Richardson vom britischen Magazin Kerrang! schrieb, dass ihre Musik „eine Mischung aus verschiedenen Genres und Sounds wäre, die eigentlich nicht so gut zusammenpassen würden“. Das deutsche Magazin Visions empfahl Phoxjaw an Fans von Glassjaw, Stone Sour oder Every Time I Die.

## Diskografie
Studioalben
- 2020: Royal Swan
- 2023: Not Very Nice Cream

Weitere
- 2017: Victorian Dolls (Single)
- 2018: Goodbye Dinosaur (EP)
- 2019: Playground for Sad Adults (EP)

Musikvideos
- 2017: Victorian Dolls
- 2017: Lottery
- 2018: Triceratops
- 2019: Melt, You’re a Face of Wax
- 2019: Monday Man
- 2019: Weapons
- 2019: Whale, Whale, Whale
- 2022: Half House
- 2020: Triple AAA
- 2020: Teething
- 2020: You Don’t Drink a Unicorn’s Blood
- 2021: An Owl Is a Cat with Wings
- 2022: Sungazer
- 2022: The Saddest Song Ever
- 2022: Apples

## Musikpreise
Heavy Music Awards
| Jahr | Kategorie                   | für        | Resultat  |
| ---- | --------------------------- | ---------- | --------- |
| 2021 | Best UK Breakthrough Artist | Phoxjaw    | Nominiert |
| 2021 | Best Album Artwork          | Royal Swan | Nominiert |